# 月球漫步者
《月球漫步者》（英語：Moonwalker）是流行乐天王迈克尔·杰克逊1988年制作的电影，虽然称为电影，但内容不是连贯的故事情节，而是杰克逊自拍自演的短片，其中包括专辑《Bad》里收集的。电影的片名取自杰克逊的招牌舞步「月球漫步」。

## 剧情

#### Man in the Mirror
杰克逊在Bad世界巡回演唱会上演唱的Man in the Mirror作为此片的开头，杰克逊身后的屏幕上显示了马丁·路德·金、圣雄甘地、约翰·列侬等历史人物的图像。

#### Badder
Badder的原版是杰克逊的Bad的MV，是由儿童来表演的，所以有人称Badder为“儿童版Bad”。

#### Speed Demon
中文译名为“速度之魔”。迈克尔在剧情中因粉丝们的围追堵截，装扮成了一只兔子，在逃脱之后，来到了一条小路。在这里，他脱下了兔子的装束，而这身装扮竟化身为斯派克，和迈克尔斗舞。过了一会儿，一名交警把迈克尔拦住，让他看到了路边“禁止太空步”的标志，迈克尔此时发现斯派克不见了，不得已，他只好接受交警的罚单。在他骑上摩托将要离去时，对面的一座山突然出现了斯派克的脸，对迈克尔调皮地眨眼睛，剧情由迈克尔开心地骑上摩托离去而告终。

#### Leave Me Alone
在剧情中，迈克尔乘坐小船经过奇怪的山洞，里面充斥着各种看似毫无关联并且耐人寻味的事物，其中甚至从一个大脑中弹出了鼻子整形的小画面。而后迈克尔进入了在另一个躺着的“迈克尔”身上建造的游乐园，在路上，他带上了自己的宠物猩猩Bubble。在游乐园中，有许多身着西服的狗在游玩，最后，游乐园下躺着的迈克尔站了起来，并且摧毁了游乐园。剧情表达出了迈克尔对自己被压迫的不满，以及坚持反抗的决心。

#### Smooth Criminal
中文译名“犯罪高手”，是迈克尔的著名歌曲之一。在剧情中，迈克尔进入了一家废弃多年的俱乐部，就在他进去之时，俱乐部突然变得崭新且客人众多。他进去之后，扔了一个硬币进点歌机，音乐开始，他领着客人们一起跳舞，三个孩子们也在门外兴奋地观赏。就在快要结束时，Frankie Lideo（剧中人物）的军队包围了这里并抓走了小女孩Katie，在店里小姐的帮助下，迈克尔成功从后门逃出，与两个男孩汇合。得知Katie被抓之后，他和男孩们一起前去救出了Katie。

#### Come Together
迈克尔翻唱披头士乐队的《Come Together》，是该影片的最后一首歌曲。